# Mycosphaerella pyri
Mycosphaerella pyri är en svampart som först beskrevs av Bernhard Auerswald, och fick sitt nu gällande namn av Boerema 1970. Mycosphaerella pyri ingår i släktet Mycosphaerella och familjen Mycosphaerellaceae.   Inga underarter finns listade i Catalogue of Life.